# Thricops spiniger
Thricops spiniger är en tvåvingeart som först beskrevs av Stein 1904.  Thricops spiniger ingår i släktet Thricops och familjen husflugor. Inga underarter finns listade i Catalogue of Life.